# 赤毛のエイリーク

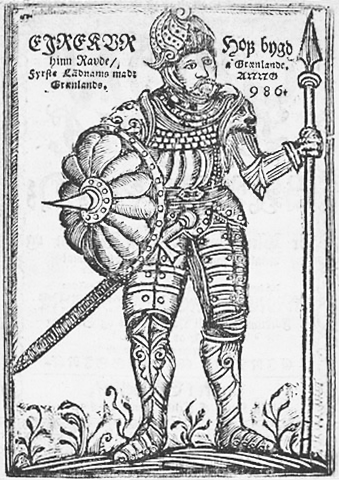
1688年に出版されたアイスランドの本の表紙に描かれた赤毛のエイリーク（木版画）

赤毛のエイリーク（あかげのエイリーク、古ノルド語: Eiríkr hinn rauði, 英語: Erik the Red）ことエイリーク・ソルヴァルズソン (古ノルド語: Eiríkr Þorvaldsson, 950年頃 - 1003年頃) は、ノルウェー、アイスランドの首領、探検家。ヨーロッパ人として初めてグリーンランドに入植した人物とされる。
「赤毛のエイリーク」は個人の特徴を名前の後ろにつけて区別する慣習によるあだ名であるが、『赤毛のエイリークのサガ』や『グリーンランド人のサガ』、『植民の書』など、アイスランド・サガに残る記録により、こちらの呼称で知られるようになった。
妻はヨルンド・ウールヴズソンの娘、ショーズヒルド (Þjóðhildr)。彼女との間に息子・レイフ (Leifur)、ソルヴァルド (Þorvaldr)、ソルステイン (Þorsteinn)、娘・フレイディース (Freydís) がいたと伝えられている。

## 人物
生い立ちの詳細は判明していないが、950年頃ノルウェー南西部のヤーレンで生まれたとされる（アイスランド生まれとする説もある）。
960年頃父が殺人の罪でノルウェーを追放されたため、一家でアイスランド西部のハウカダルに移住した。エイリークは移住先で財を成したが、それにより先住者の豪族との間に諍いが生じた。彼は自分の奴隷を殺された報復に相手の親族を殺害し、ここからも追放された。982年頃帰郷するが、追放時に財産の保管を委託した隣人ソールゲストに返却を拒まれたためこれを盗み出し、後を追って来たソールゲストの息子たち2人を殺害した。これに対しソールゲストは民会（シング）で訴訟を起こし、エイリークは再び3年間追放されることになった。グリーンランドはこの時に探索したとされる。
こうした行動から粗暴な人物像が浮かび上がるが、アイスランドに渡ってからの農場経営および財産の形成や、グリーンランド入植前の探索などから人心掌握と経営手腕に優れていたことがうかがわれる。また息子レイフはノルウェーで洗礼を受け、オーラヴ1世の命によりグリーンランドに宣教師を伴って戻りキリスト教を布教したが、エイリークは古い信仰を捨てず、改宗した妻との間に溝が生じたと伝えられている。

## グリーンランド探索
一般には、エイリークが、（ヨーロッパ人としての）グリーンランドの「発見者」であるとされているが、アイスランドのサガによれば、彼よりも前に、グンビョルン・ウルフソン（別名グンビョルン・ウルフ＝クラクソン）がグリーンランドを発見し、定住を試みたとされている。これはエイリークのさらに100年近く前のことで、グンビョルンの船は、強風に煽られ、後に「グンビョルン岩礁」と呼ばれることになる海域にたどり着いた。しかし、グンビョルンの発見は偶発的なものであったため、グリーンランドの歴史として顧みられることはなかった。
グンビョルンの後、スネービョルン・ガルティもグリーンランドを訪れている。記録上は、ガルティはグリーンランドの植民地化に向かった最初の北欧人であるが、失敗に終わっている。
赤毛のエイリークは、ヨーロッパ人の最初の定住者となった。エリックは追放期間中の982年頃、その4年前にガルティが開拓を試みて失敗した、やや謎めいた未知の土地へ航海に出た。エイリークは島の南端（後にCape Farewellと呼ばれる）を回って、西海岸を航行した。『赤毛のエイリークのサガ』によれば、彼は3年間の流刑の間、この地を探検した。最初の冬はエイリクセイ島で過ごし、2年目の冬はエイリクショルマル（フヴァルフスグニパの近く）で過ごした。最後の夏には、スネフェルまで北上し、フラフンスフィヨルドまで探検した。
エイリークは、追放期間を終えてアイスランドに戻ったときに「グリーンランド」の話を持ち帰ったとされる。エイリークは、移住希望者を集めるために、あえて「アイスランド」よりも魅力的な名前をこの土地につけた。彼は「親しみやすい名前であれば、人々はそこに行きたいと思うはずだ」と考えた。 グリーンランドへの入植を成功させるには、できるだけ多くの人々の支援が必要であった。彼の売り込みは成功し、多くの人、特にアイスランドの貧しい土地に住むヴァイキングや、飢饉に苦しんでいた人たちは、グリーンランドには大きなチャンスがあると確信するようになった。
アイスランドでひと冬を過ごした後、エイリークは985年に多数の入植者を率いて再びグリーンランドに向かった。25隻の船がグリーンランドに向けて出発したが、11隻は海で遭難し、到着したのは14隻だけだった。このアイスランド人たちは、現在のカコトックにある東部入植地と、現在のヌークに近い西部入植地の2つの植民地を設立した。やがて中間の居住地ができたが、多くの人々はそれが西部入植地の一部であったと考えている。東部と西部の居住区はともに南西海岸にあり、農耕に適した唯一の地域であった。天候が良く移動しやすい夏に、各居住地は北極圏のディスコ湾に兵を送り、食料や、アザラシ（ロープに使われる）、セイウチの牙、漂着クジラなどの貴重な品物を採集した 。
東部居住区では、エイリークが現在のナルサルスアーク付近にブラッタフリードの領地を建設した。彼はグリーンランド最高酋長の称号を持ち、非常に尊敬され、裕福になった。
ブラッタフリードには5,000人の住民が住み、居住地はエリクスフィヨルドや、近隣のフィヨルドに沿った広い範囲に広がった。その後、アイスランドの過密状態を、移住してきた人たちも加わった。しかし、1002年に到着した移民の一団は、植民地を荒廃させる疫病をもたらし、エイリーク自身を含む多くの有力な市民が死亡した。植民地は一旦は立ち直るが、15世紀に小氷河期が到来し、ヨーロッパ人の生活様式に合わない土地になったところで放棄された。海賊の襲撃、ノース人の領土に移動してきたイヌイットとの紛争、ノルウェーの植民地からの撤退も、衰退の要因となった。